# Singi
Singi är en stugplats som drivs av Svenska Turistföreningen och är även namnet på ett område i Kebnekaisefjällen väster om Singitjåkka, där dalgångarna Ladtjovagge och Tjäktjavagge möts. Kungsleden passerar Singi i syd-nordlig riktning och där ansluter också leden från Nikkaluokta. Från Singi utgår även Durlings led till Kebnekaises sydtopp.

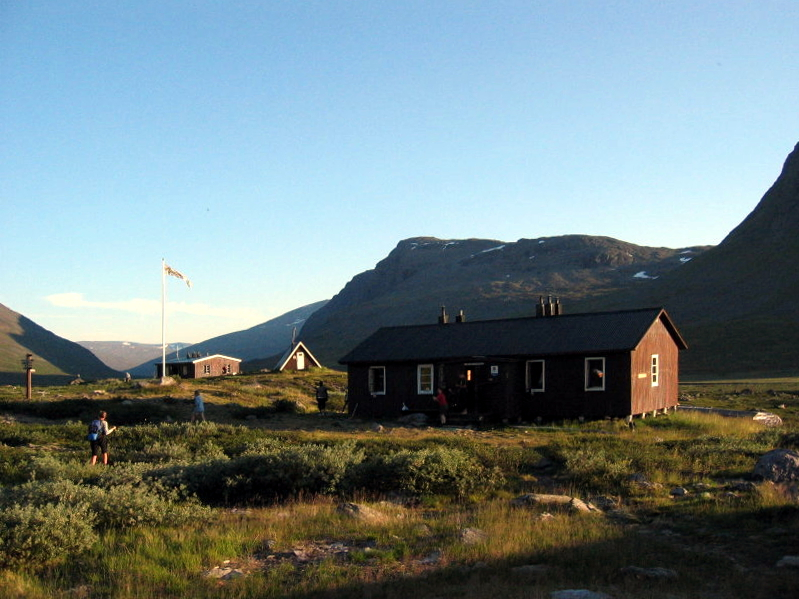
STF:s stugor vid Singi
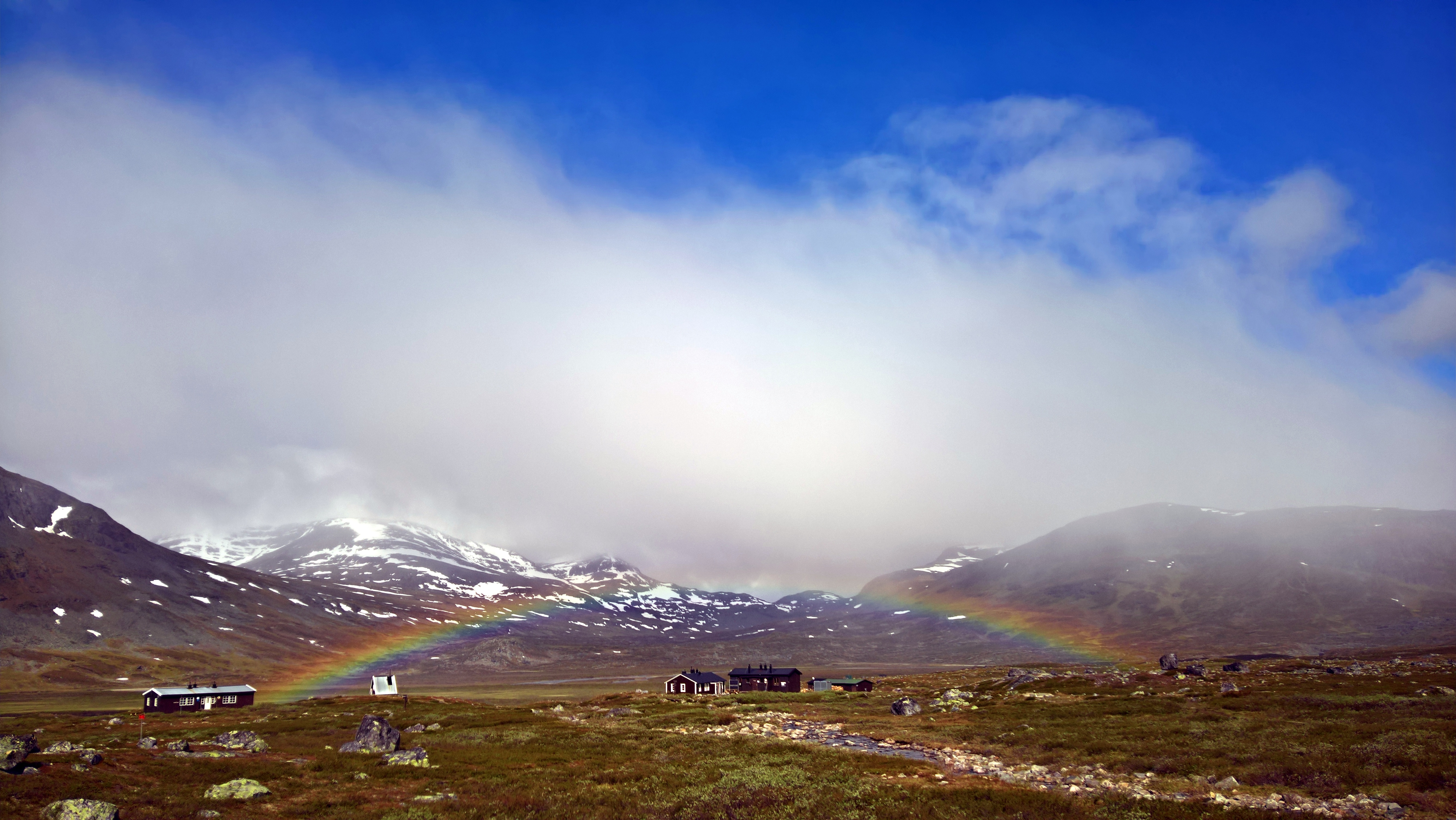
Regnbåge över Singistugorna